# Luisa Gazelli

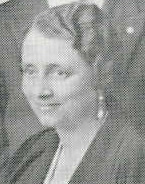
Luisa Gazelli.

Luisa Albertina Christina Giovanna Gazelli dei Conte di Rossana e di San Sebastiano (Turijn, 19 mei 1896 - Rome, 27 april 1989) was de moeder van de Belgische koningin Paola.

## Familie
Zij was een dochter van Augusto Filippo Stanislas Gazelli, graaf di Rossana e di San Sebastiano (1855-1937) en Maria Cristina Giovanna Luisa Rignon (1858-1930). Haar overgrootmoeder Jenny de Fay de La Tour-Maubourg, was een kleindochter van de Markies de la Fayette.

## Huwelijk
Op 30 juni 1919 huwde zij in Turijn met Fulco Ruffo di Calabria, zoon van Beniamino Tristano Ruffo di Calabria en Laura Mosselman du Chenoy.
Luisa schonk de familie zeven kinderen:
- Maria Cristina Ruffo di Calabria (1920-2003), markiezin di San Germano
- Laura Ruffo di Calabria (1921-1972), barones Ricasoli Firidolfi
- Fabrizio Ruffo di Calabria (6 december 1922 - 11 oktober 2005), Prins Ruffo di Calabria, 18de Graaf Sinopoli (1946), 14de Hertog van Guardia Lombardije (1946), 19de Markies van Licodia (1975), 14de Prins van Palazzolo (1975) en 14de Prins van Scilla (1975), gehuwd met Maria Vaciago
  - Fulco Ruffo di Calabria (geboren 29 juli 1954)
  - Augusto Ruffo di Calabria (geboren 1 oktober 1955), gehuwd met Christiana Prinses van Windisch-Graetz
- Augusto Ruffo di Calabria (1925 -1943), gesneuveld op zee nabij Pescara
- Giovannella Ruffo di Calabria (1927-1941)
- Antonello Ruffo di Calabria (1930-2017), gehuwd met Rosa Maria Mastrogiovanni Tasca
- Paola Ruffo di Calabria (geboren 11 september 1937), zesde koningin der Belgen.